# Caryl Chessman
Caryl Chessman, född 27 maj 1921 i St. Joseph, Michigan, död 2 maj 1960 i San Quentin-fängelset i Marin County, Kalifornien, var en amerikansk dömd rånare, kidnappare och våldtäktsman. Han blev i juli 1948 dömd mot sitt nekande för att ha varit "Röda lyktan", en ökänd våldtäktsman och inbrottstjuv, som med en blinkande röd lampa kvällstid fick människor att stanna i tron att det var en röd polislykta. 
Chessman dömdes till döden i enlighet med Federal Kidnapping Act, som under vissa omständigheter förordar dödsstraff för kidnappning. Chessman blev den förste att avrättas för kidnappning med icke dödlig utgång.
Under sina drygt tolv år i fängelset San Quentin skrev Chessman fyra böcker, varav den självbiografiska Dödscell 2455 blev en bästsäljare världen över och även en Hollywoodfilm med samma titel 1955. Ett flertal gånger fick han avrättningen uppskjuten, i februari 1960 endast timmar innan det planerade verkställandet, men i maj 1960 gasades han slutligen till döds. Detta var ett fall som skapade omfattande samhällsdebatt rörande dödsstraff och Chessmans öde har lämnat avtryck i en mängd sånger, böcker, filmer med mera, till exempel Ronnie Hawkins The Ballad of Caryl Chessman (1960). 1977 spelade Alan Alda Chessman i CBS TV-film Kill Me If You Can. Författaren Dominique Lapierre besökte honom i fängelset (vilket även bl.a. den svenske journalisten Börje Heed gjorde) och skrev om detta i boken Mille soleils (1997; engelskspråkig utgåva: A Thousand Suns 1999). Författaren Theodore Hamm skrev 2001 boken Rebel and a Cause: Caryl Chessman and the Politics of the Death Penalty in Postwar California, 1948–1974.